# Piotr Kuzniecow
Piotr Iwanowicz Kuzniecow (ros. Пётр Иванович Кузнецов, ur. 30 stycznia 1925 we wsi Zielonyj Łużok obecnie w rejoniw suworowskim w obwodzie tulskim, zm. 14 maja 1981 w Kałudze) – radziecki wojskowy, młodszy sierżant, Bohater Związku Radzieckiego (1944).

## Życiorys
Urodził się w rodzinie chłopskiej. Do 1941 skończył 7 klas niepełnej szkoły średniej, pracował w kołchozie. 
W 1942 został powołany do Armii Czerwonej, od 1943 uczestniczył w wojnie z Niemcami. Walczył na Froncie Centralnym, Woroneskim i 1 Ukraińskim. 6 października 1943 jako dowódca oddziału 2 batalionu 2 gwardyjskiego powietrznodesantowego pułku piechoty 3 Gwardyjskiej Dywizji Powietrznodesantowej 60 Armii wyróżnił się podczas natarcia w okolicy wsi Gubin obecnie w rejonie iwankowskim w obwodzie kijowskim. Dowodząc oddziałem jako pierwszy wdarł się do okopów wroga, dźgnął bagnetem żołnierzy obsługujących karabin maszynowy, przechwycił ich karabin i otworzył ogień do wroga, zabijając podobno 32 żołnierzy i oficera. Gdy hitlerowcy przeszli do kontrataku, Kuzniecow z granatami w rękach zaczął go odpierać i celnym rzutem dwóch granatów powstrzymał nacierający pluton, zabijając podobno kolejnych 6 żołnierzy. W dalszej walce dźgnął bagnetem kolejnych dwóch żołnierzy, po czym został ranny, jednak nie opuścił pola walki, zachęcając swoim przykładem innych czerwonoarmistów, wskutek czego kontratak wroga został skutecznie odparty. 
W jednej z późniejszych walk został ciężko ranny i pod koniec 1943 zdemobilizowany z powodu obrażeń. Uchwałą Prezydium Rady Najwyższej ZSRR z 10 stycznia 1944 otrzymał tytuł Bohatera Związku Radzieckiego i Order Lenina wraz ze Złotą. 
Po demobilizacji mieszkał w Kałudze, gdzie zmarł.